# Điện Bạch
Điện Bạch (chữ Hán giản thể: 电白区, âm Hán Việt: Điện Bạch khu) là một quận thuộc địa cấp thị Mậu Danh, tỉnh Quảng Đông, Cộng hòa Nhân dân Trung Hoa. Điện Bạch có diện tích 1855 km², dân số 1,22 triệu người. Mã số bưu chính của Điện Bạch là 525400. Chính quyền quận đóng ở trấn Thủy Đông. Về mặt hành chính, Điện Bạch được được chia thành các đơn vị hành chính gồm 16 trấn: Thủy Đông, Lâm Đầu, 
- Trấn: Thủy Đông, Lâm Đầu, Hà Động, Hoàn Lĩnh, Na Hoắc, Sa Lang, La Hàng, Quan Châu, Vọng Phu, Mã Đạp, Lĩnh Môn, Ma Cương, Đán Trường, Thụ Tử, Điện Thành, Bác Giá.